# Milton (pueblo)
Milton es un pueblo ubicado en el condado de Saratoga en el estado estadounidense de Nueva York. En el año 2000 tenía una población de 17,103 habitantes y una densidad poblacional de 185 personas por km².

## Geografía
Milton se encuentra ubicado en las coordenadas 42°2′05″N 73°50′54″O / 42.03472, -73.84833.

## Demografía
Según la Oficina del Censo en 2000 los ingresos medios por hogar en la localidad eran de $45,262, y los ingresos medios por familia eran $51,771. Los hombres tenían unos ingresos medios de $36,863 frente a los $27,335 para las mujeres. La renta per cápita para la localidad era de $20,443. Alrededor del 6.7% de la población estaban por debajo del umbral de pobreza.